# 東京府中FM
一般社団法人東京府中FM（とうきょうふちゅうエフエム）は、東京都府中市と稲城市、国立市の一部地域を放送対象地域として超短波放送（FM放送）をする特定地上基幹放送事業者である。ラジオTAMAリバーの愛称でコミュニティ放送をしている。

## 概要
2018年（平成30年）開局。
初代代表理事は京都府京都市の京都コミュニティ放送（京都三条ラジオカフェ）や鹿児島県のおおすみ半島コミュニティ放送ネットワークの理事を務めた大山一行。
2019年（令和元年）6月に大山一行の娘の橘あんりが第２代代表理事に就任した。
開局時の愛称はラジオフチューズで、本社・演奏所（スタジオ）は府中市幸町にあった。
2020年（令和2年）本社及び演奏所を「さくら通りスタジオ」に移転した。
送信所は朝日町の東京外国語大学研究講義棟屋上にあり、特定地上基幹放送局の呼出符号はJOZZ3CP-FM、呼出名称はふちゅうエフエム、周波数87.4MHz、空中線電力10Wで送信している。
放送区域は府中市と国立市、稲城市の各一部地域。
インターネット配信は開局当初はListenRadioだったが2023年4月からFM++でも配信を開始し、ListenRadioは2023年6月をもって配信を終了した。
サービスエリアは府中市およびその周辺地域、放送区域内の世帯数は約5万世帯である。
日曜日は月曜日 - 土曜日の番組を再放送する。放送予定は公式ウェブサイトに掲載される。
京都三条ラジオカフェ同様、所定の料金を支払えば最低3分より番組を放送することが出来る。放送の頻度も単発番組から週1回のレギュラー番組まで選択することが可能。
府中市とは「災害時における要請放送に関する協定書」を締結している。
2025年3月17日に放送エリアを府中市に隣接する稲城市・国立市に拡大することを同局のXにて発表。これに伴い、放送エリア拡大後のステーションネームを公募で募集した結果、同年4月29日の生放送でおよび同局のXでラジオTAMAリバーに変更することが発表され、7月1日に変更された。

## 沿革
- 2017年（平成29年）
  - 4月 - 一般社団法人東京府中FM設立[9]
- 2018年（平成30年）
  - 12月5日 - 特定地上基幹放送局の予備免許取得[1]
  - 12月28日 - 特定地上基幹放送局の免許取得[10][11]
  - 12月31日 - ラジオフチューズとして開局[10][11]
- 2019年（令和元年）
  - 10月11日 - 府中市と「災害時における要請放送に関する協定書」（防災協定）を締結
- 2020年（令和2年）
  - 5月17日 - 府中町に本社・スタジオを移転
- 2023年（令和5年）
  - 4月1日 - FM++でのサイマル配信を開始。[12]
  - 6月30日 - ListenRadioでのサイマル配信を終了。
- 2025年（令和7年）
  - 5月25日 - スタジオを分倍河原駅前ハートワンプラザビル3階へ移転。移転に伴い、この日の再放送は休止となった[13]。
  - 7月 
    - 1日 - 放送局名をラジオTAMAリバーへ変更。
    - 25日 - 新免許に基づく新アンテナでの運用を開始し、放送区域を稲城市と国立市へ拡大[14]。

## 自社制作番組
生放送
- モーニングTAMAリバー（月曜 - 金曜 7:30 - 9:30）
- ひるどきフチューズ（月曜 - 金曜 12:00 - 13:29）
- ゆうどきフチューズ（月曜 - 金曜 17:00 - 18:30）
- TOMOとみさっちのColorful Monday（月曜 14:00 - 16:30）
- Music Circle（月曜 20:30 - 21:00）
- FMミミフルらじお（第2火曜 18:30 - 19:00）
- 万屋たぬき（火曜 19:30 - 20:00）
- たそがれラジオ（火曜 20:00 - 21:00）
- 高校生の方向性（水曜 18:30 - 18:59）
- seiの日常トーク（隔週木曜 19:30 - 19:59）
- オハ研FM（第1木曜 20:30 - 21:00）
- Feeling Sketch（隔週金曜 19:30 - 19:59）
- すきぱむラジオ（第2・第4金曜 20:30 - 21:00）
- ブラインド・ナビ（土曜 9:30 - 9:59）
- サタデーブランチ（土曜 10:00 - 10:29）
- 防災とまちづくりの時間（土曜 10:00 - 11:49）
- enjoy　ぴあの♪（土曜 11:50 - 11:53）
- Shifoのリラックスサタデー（土曜 12:00 - 12:59）

収録
- 宮さんの～『エンゼルケア』はじめました♬（隔週月曜 12:30 - 12:36）
- つかちゃんの勝手にきめちゃうツカデミー賞（月曜　21:00 - 21:30）
- VOICTION presents『ボイスオブアクション シーズン3』（隔週月曜 21:30 - 22:00）
- 福まめラジオ（第1、第3月曜日 22:00 - 22:30）
- 刑務所ラジオ（第2月曜日 22:00 - 22:30）
- れとろげえむ町内会（月曜 22:30 - 23:00）
- 寝ても覚めてもぼくらはゲイ（火曜 23:00 - 23:30）
- 男くせぇラジオ（隔週火曜 24:00 - 24:30）
- 板橋恭史。うん、まぁ生きてる（水曜　22:25 - 22:28）
- 水曜日の夜な夜なエール（隔週水曜 22:30 - 23:00）
- 府中ラジオ東の仲間たち（隔週木曜 18:30 - 18:47）
- 岩﨑愛子の『ようこそ府中へ』（隔週木曜 22:00 - 22:15）
- 税理士法人けやきが贈るあなたもこの歌を（隔週金曜 21:30 - 21:53）
- 清水理沙と中務貴幸の声優研究所（金曜 22:30 - 23:15）
- うかれカメラのしゃべるラジオ（金曜 24:00 - 24:30）
- 凡人ラジオ（第2第4土曜日 21:00 - 21:06）
- 大人の朗読カフェ（第1・第3土曜日 21:30 - 22:00）
- 時代劇が好きなのだ！（第1土曜日 22:30 - 23:00）
- 月刊ムササビプレス（第4土曜 22:45 - 23:00）
- SF空飛ぶリヤカー（土曜 23:00 - 24:00）
- いのりとほなの『ねぇ、まだ起きてる?』（土曜 24:00 - 24:14）